# Paris–Roubaix 1966

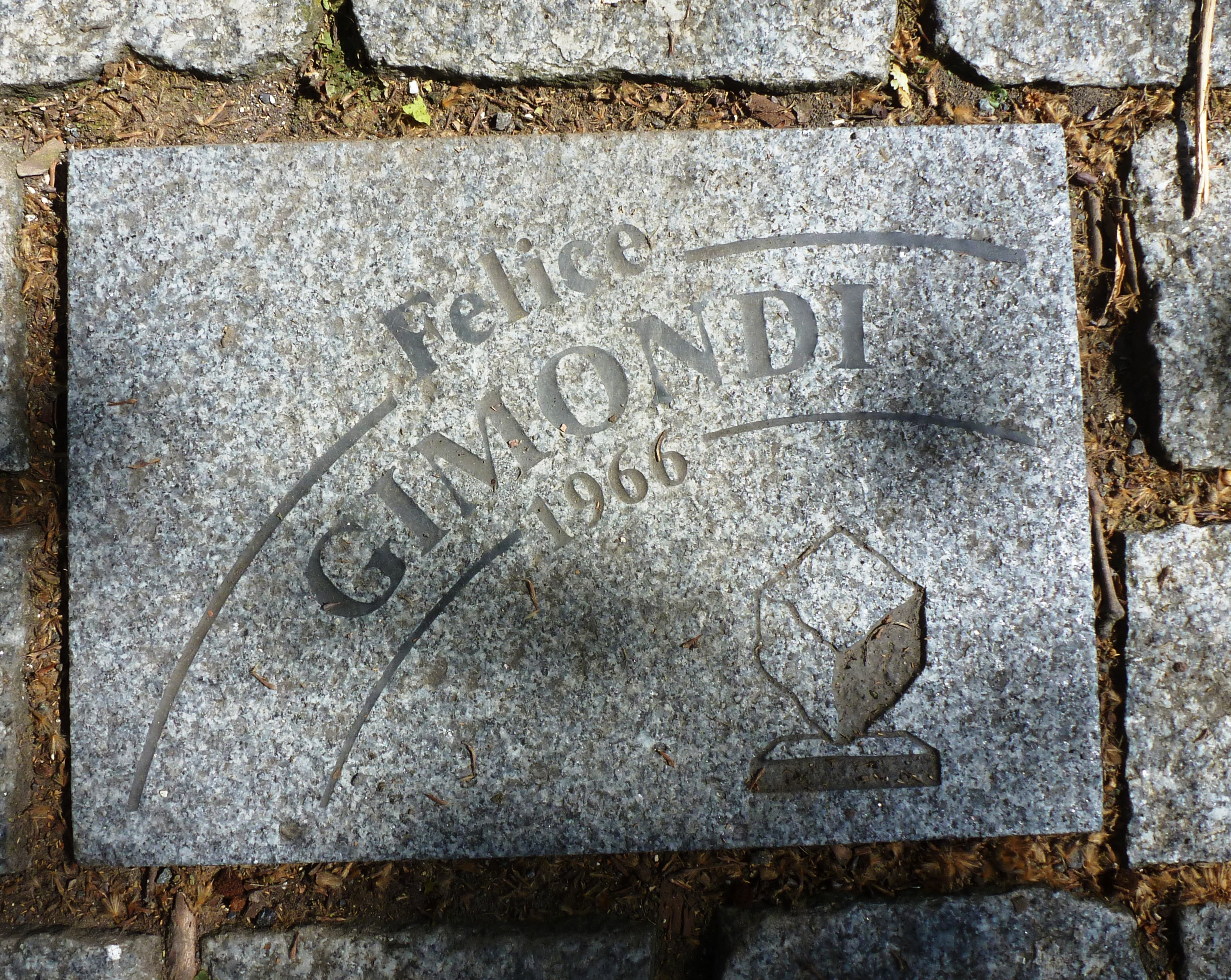
Pflasterstein zu Ehren des Siegers Felice Gimondi auf der Allée Charles Crupelandt in Roubaix

Das Eintagesrennen Paris–Roubaix 1966 war die 64. Austragung des Radsportklassikers und fand am Sonntag, den 17. April 1966, statt.
Das Rennen führte erstmals von Chantilly aus, rund 50 Kilometer nördlich von Paris gelegen, nach Roubaix, wo es im Vélodrome André-Pétrieux endete. Die Strecke war 262,5 Kilometer lang. Es starteten 134 Fahrer, von denen sich 58 platzierten konnten. Der Sieger Felice Gimondi absolvierte das Rennen mit einer Durchschnittsgeschwindigkeit von 37,546 km/h.
Während des Rennens fiel ein sehr kalter Regen. Obwohl das Rennen hochkarätig  mit Fahrern wie Eddy Merckx, Rik Van Looy, Walter Godefroot, Edward Sels, Jef Planckaert und Noël Foré besetzt war, gelang es Gimondi 35 Kilometer vor dem Ziel auszureißen. Da er wusste, dass er in einem Sprintfinale vor allem gegen die belgischen Fahrer keine Chance haben würde, baute er seinen Vorsprung immer weiter aus und gewann.